# بايونا (بونتيفيدرا)
بلدية بايونا (بالإسبانية: Bayona) هي بلدية تقع في مقاطعة بونتيفيدرا التابعة لمنطقة غاليسيا شمال غرب إسبانيا.

## الديموغرافيا
يبلغ عدد سكان بلدية بايونا 12.258 نسمة عام 2011 (وفقاً للمعهد الوطني للإحصاء الإسباني).
| 10.499 | 10.659 | 11.014 | 11.521 | 11.839 | 12.091 | 12.258 |

## توأمة
لبايونا (بونتيفيدرا) اتفاقيات توأمة مع كل من:
- بالوس دي لا فرونتيرا
- Pornic [الإنجليزية]‏
- هولغوين
- سانتا في
- فيلا دو بيسبو [الإنجليزية]‏